# Camerouns flag
Camerouns flag i sin nuværende form blev taget i brug 20. maj 1975. Det tidligere flag havde de samme farver, men med to stjerner. Flaget bruger de traditionelle panafrikanske farver, og brugen af trikoloren er inspireret fra det franske flag.
Midterstriben står for enhed: rødt er farven for enhed, og stjernen kaldes "enhedsstjernen". Det gule repræsenterer solen, og savannerne i den nordlige del af landet, mens den grønne farve repræsenterer skovene i det sydlige Cameroun.
- Wikimedia Commons har flere filer relateret til Camerouns flag

| Flag | Spire Denne artikel om flag eller vexillologi er en spire som bør udbygges. Du er velkommen til at hjælpe Wikipedia ved at udvide den. |